# Montegrosso
Montegrosso (en cors Montegrossu) és un municipi francès, situat a la regió de Còrsega, al departament d'Alta Còrsega. L'any 1999 tenia 354 habitants.

## Demografia
| 1962 | 1968 | 1975 | 1982 | 1990 | 1999 |
| ---- | ---- | ---- | ---- | ---- | ---- |
| 312  | 337  | 223  | 319  | 333  | 354  |

## Administració
| Període | Identitat         | Partit | Qualitat |  |
| ------- | ----------------- | ------ | -------- |  |
| 2001-   | Joseph Emmanuelli |        |          |  |

## Galeria

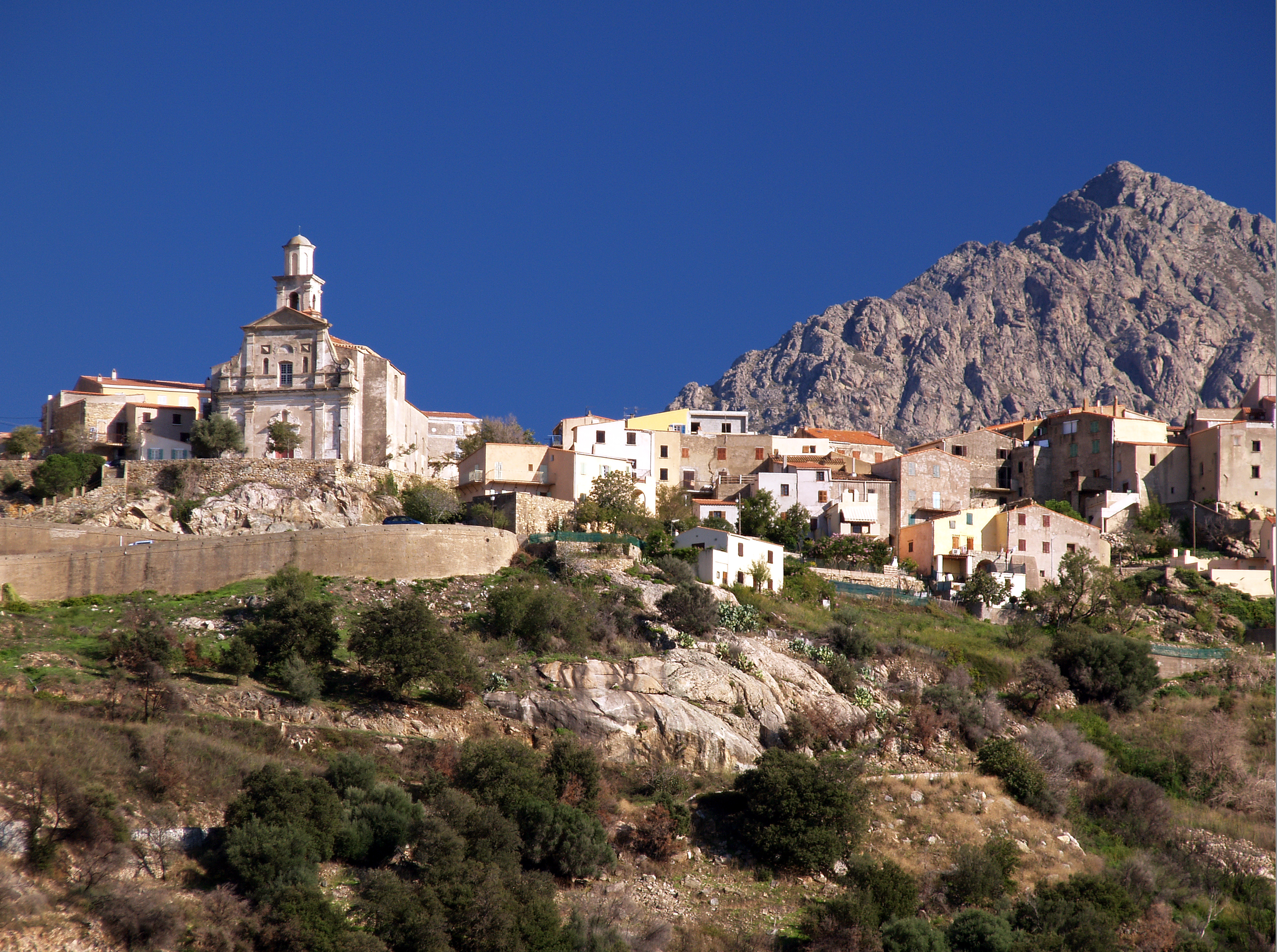
Vila de Montemaggiore
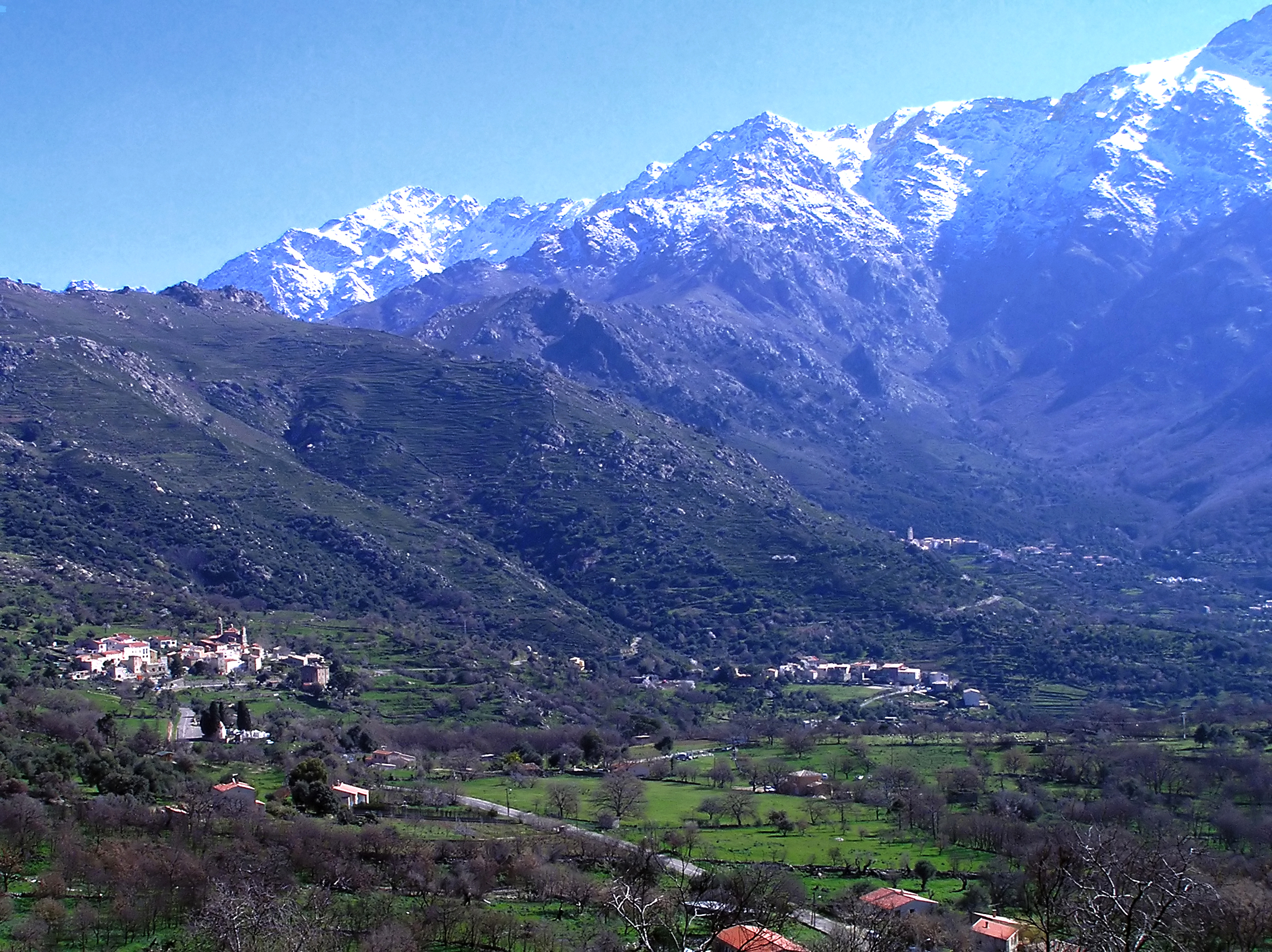
Viles de Lunghignano, Cassano i Zilia
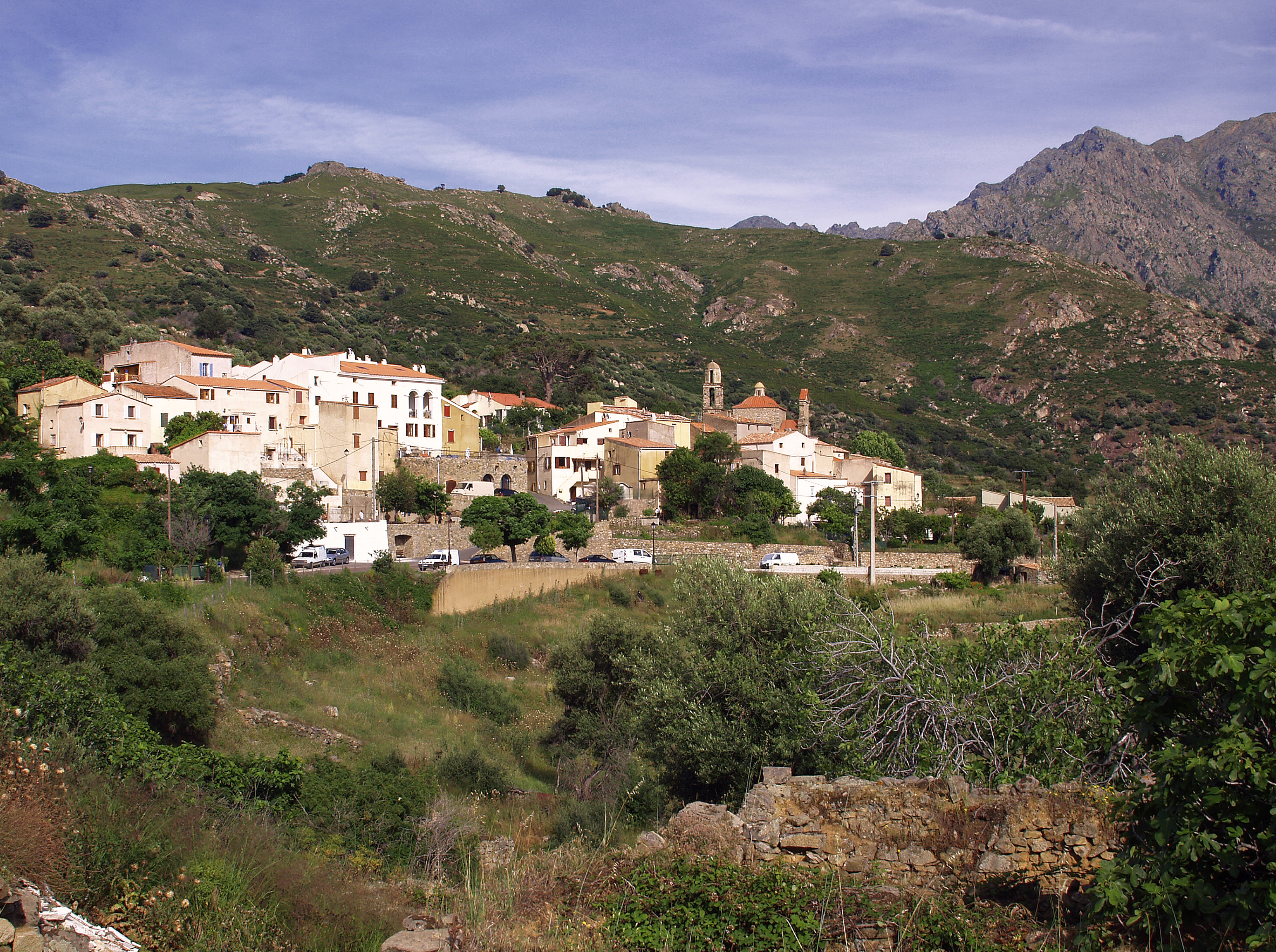
Vila de Lunghignano
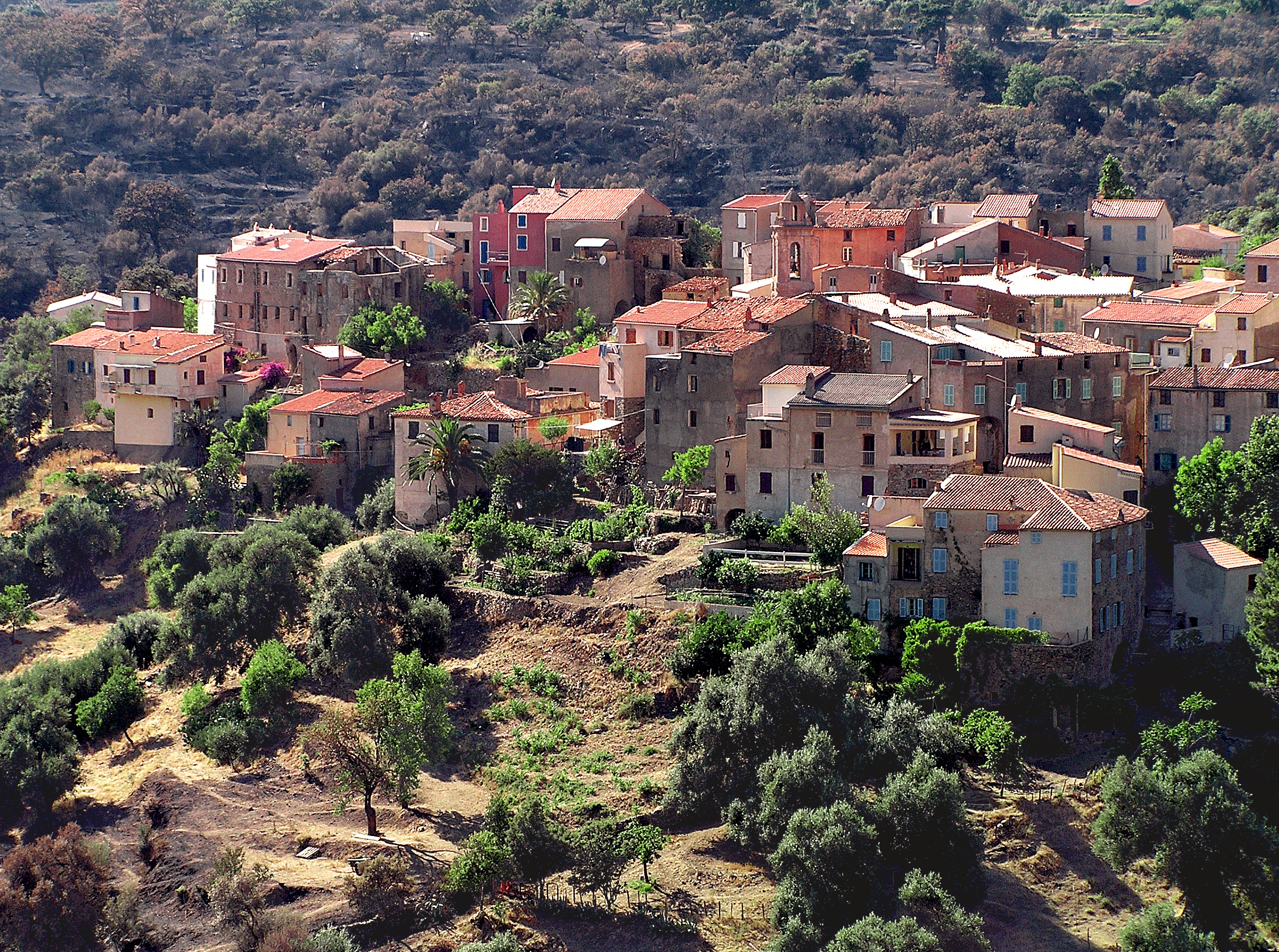
Vila de Cassano
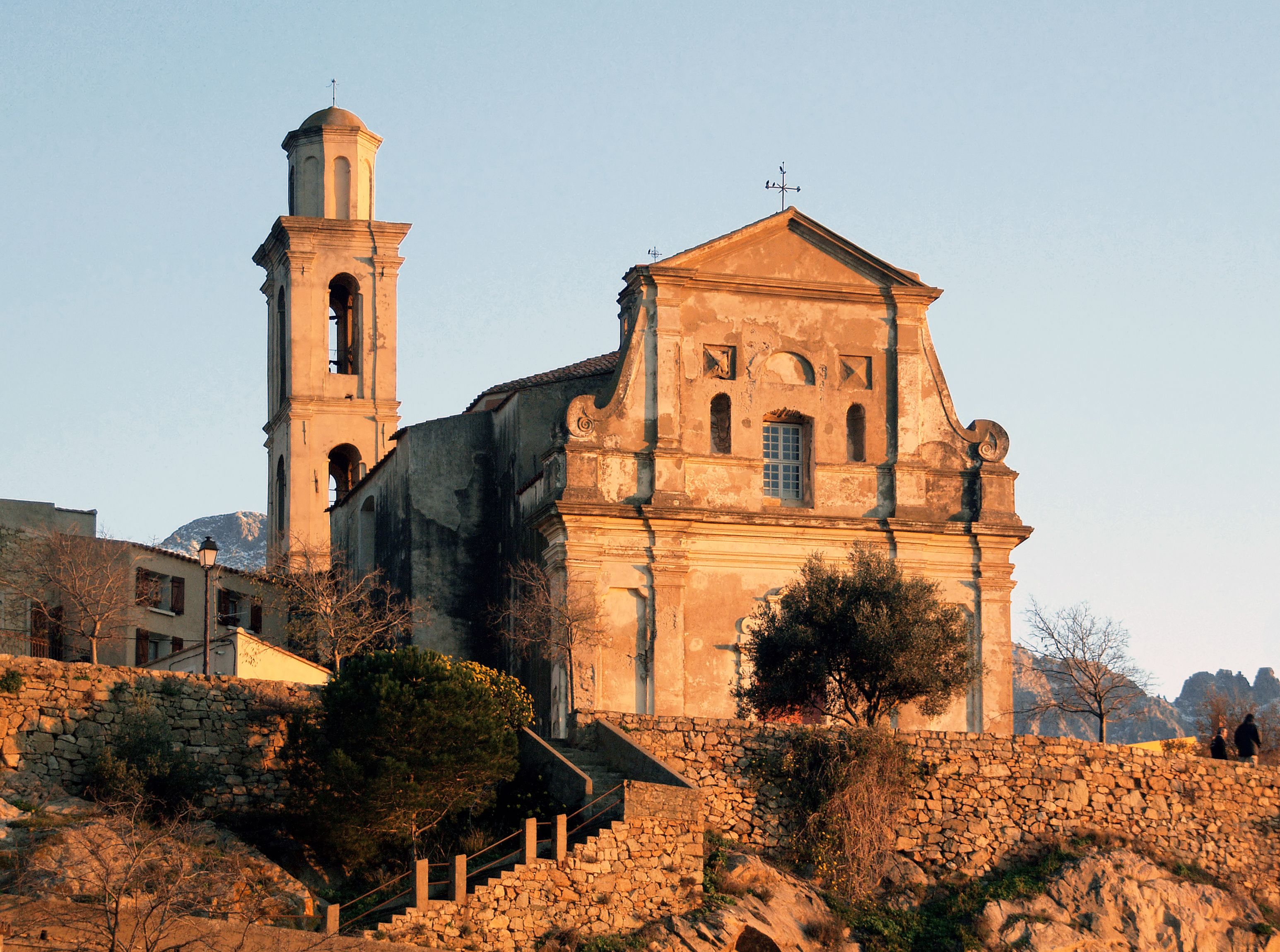
Església Saint-Augustin
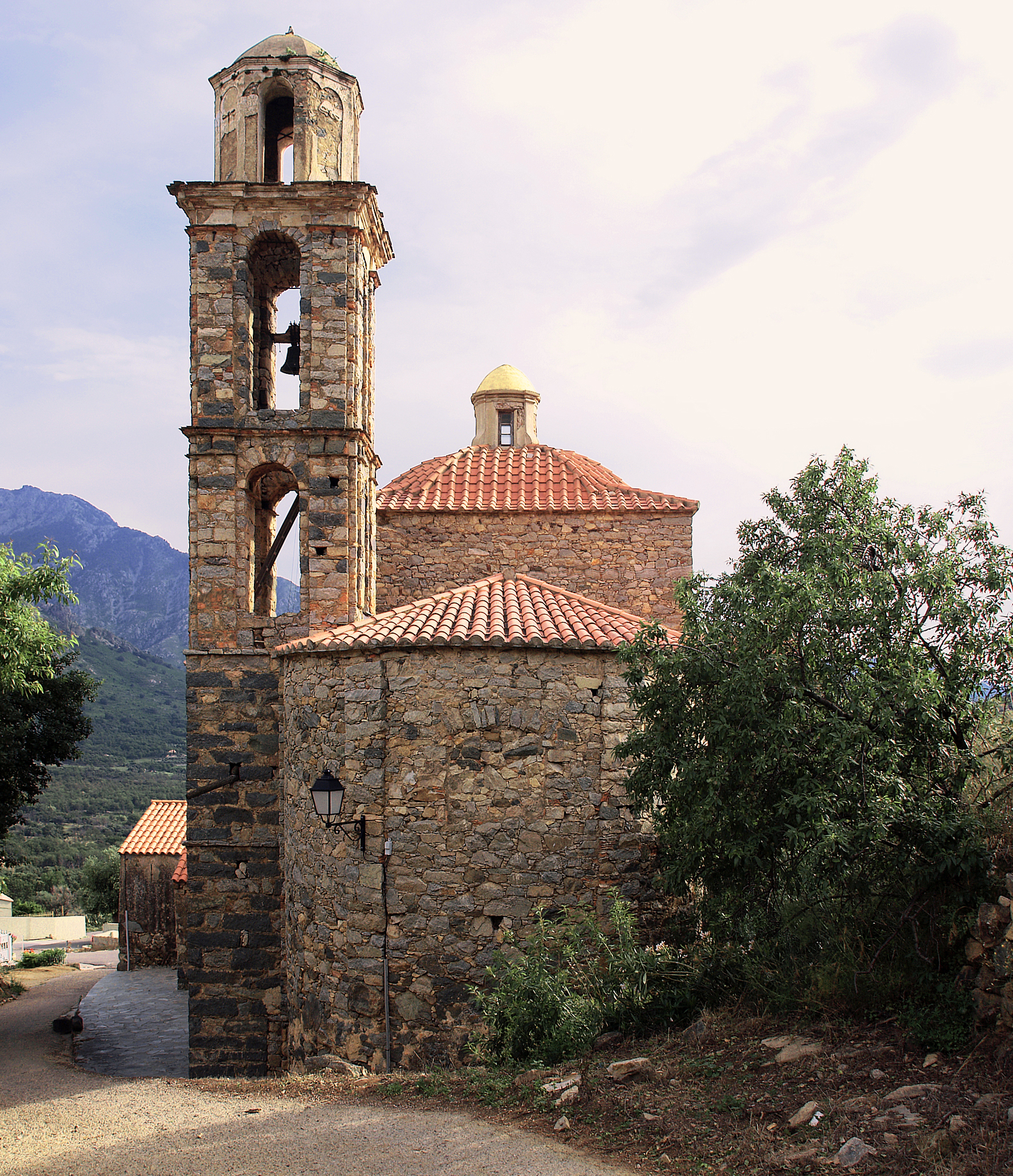
Església San Vitu
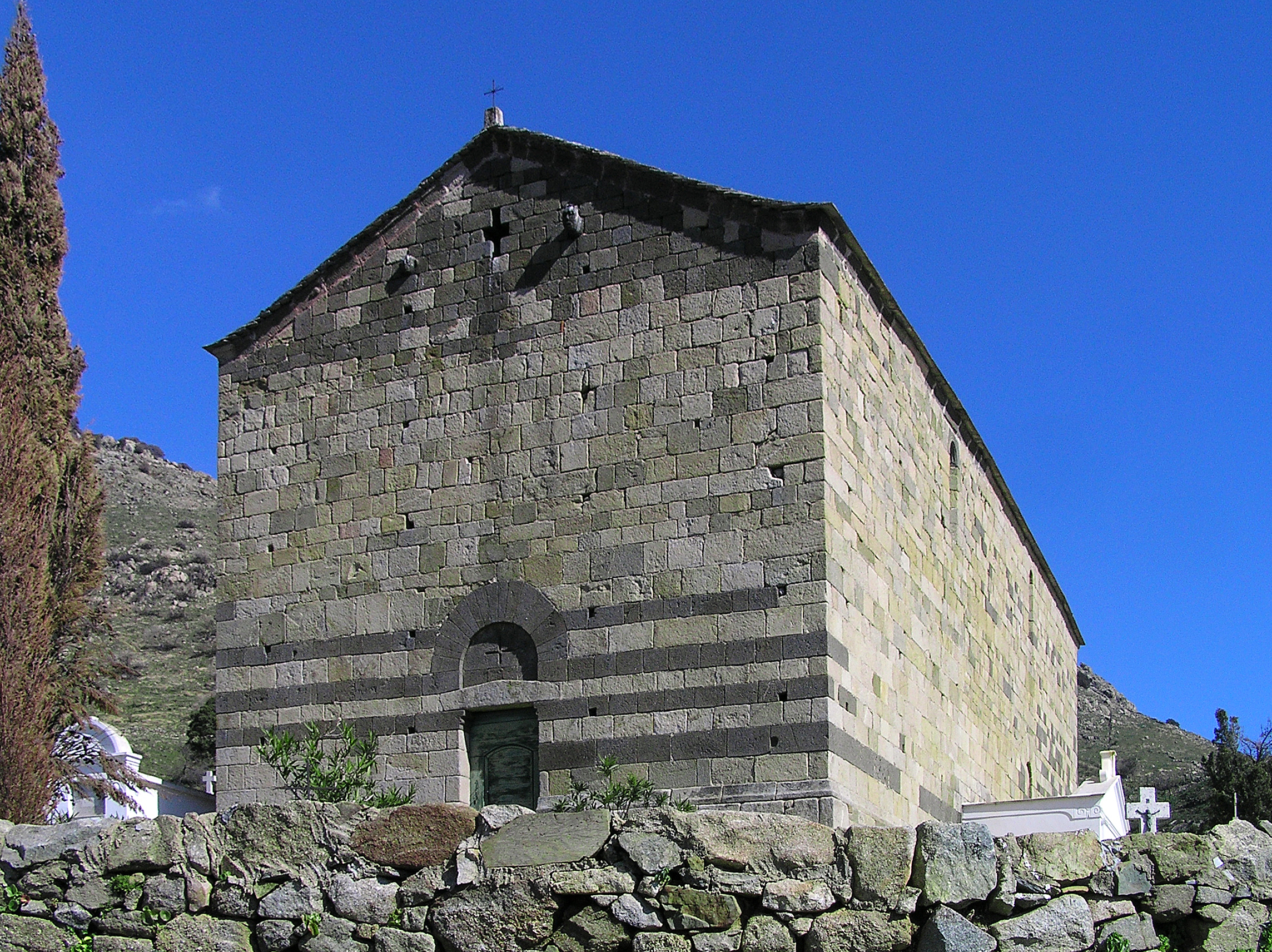
Església San Raineru
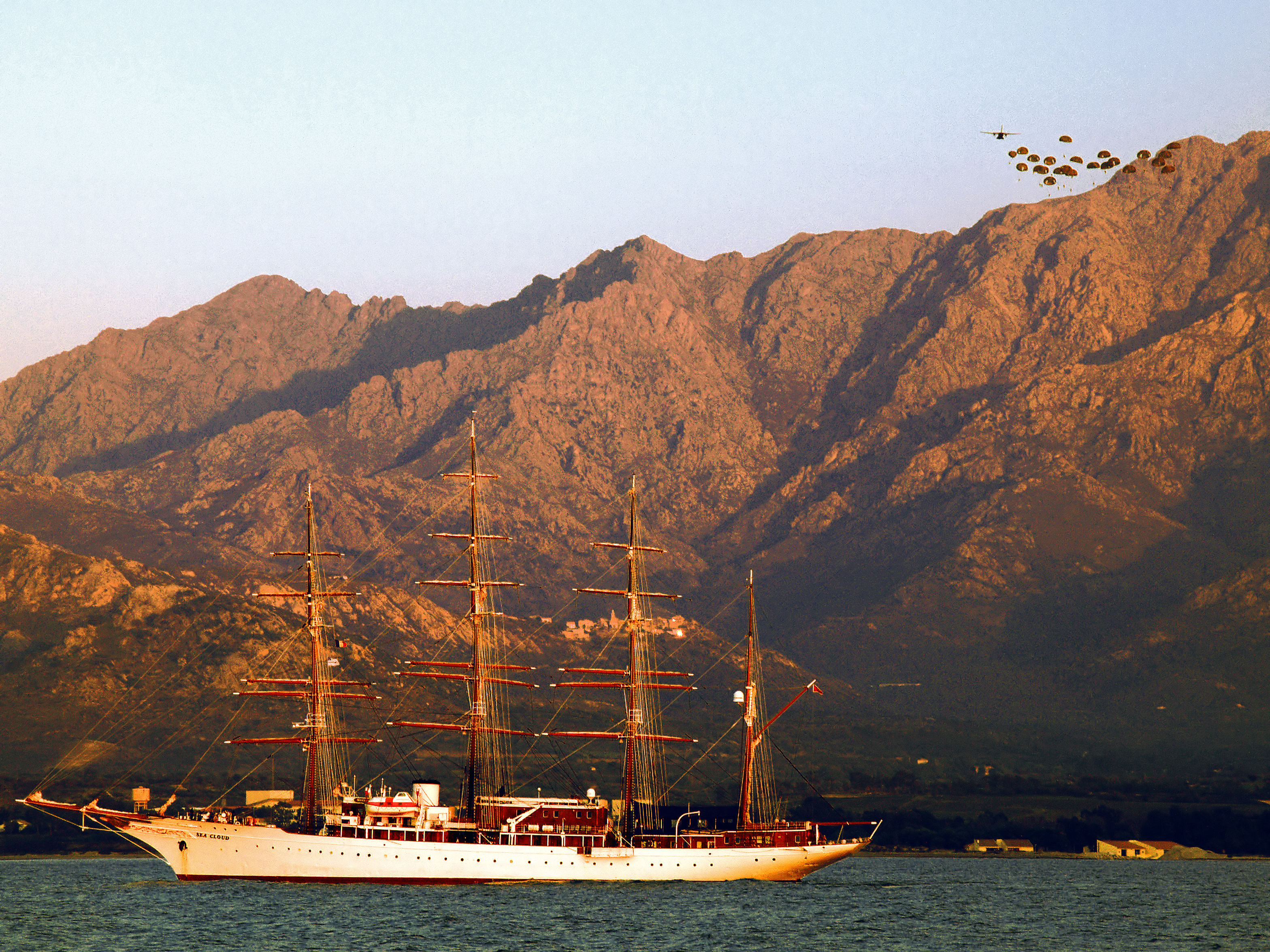
Montemaggiore - Les paras